# Криницберг
Криницберг (њем. Crinitzberg) општина је у њемачкој савезној држави Саксонија. Једно је од 33 општинска средишта округа Цвикау. Према процјени из 2010. у општини је живјело 2.217 становника. Посједује регионалну шифру (AGS) 14524040.

## Географски и демографски подаци
Криницберг се налази у савезној држави Саксонија у округу Цвикау. Општина се налази на надморској висини од 425-610 m. Површина општине износи 18,8 km². У самом мјесту је, према процјени из 2010. године, живјело 2.217 становника. Просјечна густина становништва износи 118 становника/km².